# بيموزيد
بيموزيد (بالإنجليزية: Pimozide)‏ هو دواء يُستعمل في علاج:
- متلازمة توريت[6]
- داء هنتنغتون[6]

## دوره
يلعب هذا الدواء دورًا في علاج الأمراض كونه:
- مضادات الدوبامين[10][11]
- مضادات الذهان[11]